# Charles Rabou
Charles Félix Henri Rabou (6 septembrie 1803 – 1 februarie 1871) a fost un jurnalist și romancier francez din secolul al XIX-lea.

## Biografie
Fiu al unui subintendent militar, el a studiat la colegiul Henric al IV-lea înainte de a urma cursurile de drept ale Universității din Dijon. Revenit la Paris, cu diploma de licențiat în drept, el a renunțat la activitatea juridică în favoarea literaturii. A lucrat mai întâi ca jurnalist la La Quotidienne, Le Messager des Chambres, Le Nouvelliste, Journal de Paris, La Charte de 1830, a scris cronici politice și literare, apoi în 1832 a lansat revista La Cour d'Assise, care a fost publicată până în 1834.

## Publicarea scrierilor lui Balzac
Rabou a fost director al prestigioasei Revue de Paris, la a cărei fondare a contribuit, și s-a împrietenit cu Honoré de Balzac, publicându-i unele romane în paginile ziarului său. Încrederea reciprocă a fost atât de mare că Balzac i-a încredințat sarcina de a finaliza după moartea lui unele romane neterminate: Le Député d'Arcis (1854), Le Comte de Sallenauve (1855), La Famille Beauvisage (1855), Les Petits Bourgeois (1856), o sarcină pe care Rabou a efectuat-o cu onestitate, chiar dacă aceasta a fost primită cu răceală de către critici.
El a fost acuzat pe nedrept că ar fi scriitorul fantomă al lui Balzac. Charles Rabou a continuat să creeze mari opere literare, care merită să fie redescoperite.

## Scrieri[6]

### Colecții
- 1832: Contes bruns (cu Honoré de Balzac și Philarète Chasles):
  - Sara la danseuse
  - Tobias Guarnerius
  - Les Regrets
  - Le Ministère public

### Romane
- 1831: Le Mannequin (1831)
- 1839: Les Tribulations et métamorphoses posthumes de maître Fabricius, peintre liégeois (reeditat în 1860)
- 1840: Louison d'Arquien
- 1842: Le Capitaine Lambert
- 1845: La Reine d'un jour
- 1846: Madame de Chaumergis, rezumat online
- 1845: L'Allée des veuves
- 1849: Le Cabinet noir. Les Frères de la mort
- 1857: La Fille sanglante
- 1858: Le Marquis de Vulpiano
- 1860: Les Grands danseurs du Roi

### Continuări ale romanelor lui Balzac
- 1854: Scènes de la vie politique. Le Député d'Arcis
- 1854: Le Comte de Sallenauve
- 1855: La Famille Beauvisage
- 1855: Les Petits bourgeois, scènes de la vie parisienne

### Eseu istoric
- 1860: La Grande Armée